# Dihydroazulen

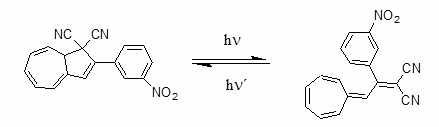
Fotoizomerizace dihydroazulenu.

Dihydroazulény jsou termální reverzibilní fotochromické přepínače T-typu, které se pod vlivem tepla reverzibilně vracejí do jejich původní formy. Při fotoizomerizaci dochází k intramolekulárnímu přeskupení elektronů a změně konjugace.